# مهماز العقب
يُعد مسمار العظم أو مِهْمازُ العَقِب أو المهماز العقبي (المعروف خطأً أيضًا باسم مهماز الكعب، انظر الكعب) انتباتًا عظميًا من الأحدوبة العقبية (عظم العقب). تُكشف المهاميز العقبية عادةً من طريق الفحص بالأشعة السينية، وتمثل شكلًا من أشكال العرن.
تتراكم رواسب الكالسيوم على قاع عظم العقب مع تعرض القدم لضغط مستمر؛ لا يسبب هذا التراكم أي تأثير في حياة الفرد اليومية عمومًا، لكن الأذية المتكررة قد تؤدي إلى تراكم الرواسب فوق بعضها، ومن ثم ظهور تشكل مهمازي الشكل يسمى مهماز العقب.
يقع المهماز العقبي السفلي على الجانب السفلي من العقب ويحدث عادةً استجابة لالتهاب اللفافة الأخمصية على مدى مدة زمنية، علمًا أنه قد يرتبط أيضًا بالتهاب الفقار المقسط (عادةً عند الأطفال). يتطور المهماز العقبي الخلفي على الجزء الخلفي من العقب عند مرتكز وتر أخيل.
يحدث المهماز العقبي السفلي بسبب تكلس العقب، الذي يقع أعلى اللفافة الأخمصية عند مرتكزها. يكون المهماز العقبي الخلفي كبير الحجم غالبًا ويمكن ملاحظة توضعه تحت الجلد وقد نحتاج إلى إزالته في سياق علاج التهاب وتر العرقوب الداخلي.

## العلامات والأعراض

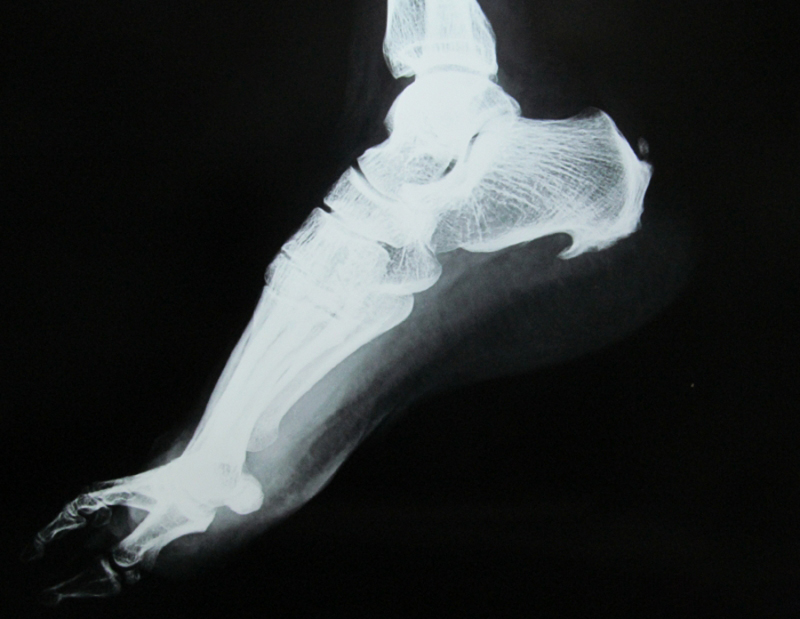
مهماز عظمي سفلي

تتضمن الأعراض الرئيسية ألمًا في المنطقة المحيطة بالمهماز، ألم تزداد شدته بعد فترات طويلة من الراحة. ينوه بعض المرضى باشتداد آلام العقب عند الاستيقاظ صباحًا، ولا يتحمل البعض الآخر ضغط الوزن على العقب المصاب بأريحية. تفاقم أنشطة مثل الجري أو المشي أو رفع الأثقال المشكلة أحيانًا.

## الأسباب
يمثل التهاب اللفافة الأخمصية سببًا شائعًا للمهاميز العقبية. لا يسبب الضغط على رباط اللفافة الأخمصية التهابها فقط، بل يشكل مهمازًا في العقب حيث تلتصق اللفافة الأخمصية بعظم العقب. يُذكر من العوامل المؤثرة في آلام العقب الأخمصي كل من ارتصاف القدم مع حركة أسفل الساق والقدم والكاحل، وقوة العضلات وتحملها. تشمل المؤثرات الخارجية في درجة ألم العقب الأخمصي طول فترة الوقوف على الأقدام أو تمرينها، ونوع الأحذية المستخدمة ونوع أسطح الأرضية.
تتطور مهاميز العقب عند نقص العناية المناسبة بالقدم والعقب، علمًا أن الأشخاص الذين يعانون السمنة المفرطة، وأصحاب الأقدام المسطحة، ومرتدي الأحذية عالية العقب يُعدون الأكثر عرضة للإصابة بمهاميز العقب. يمكن أن يُعزى القدم المسطحة إلى الحد الأدنى من الانثناء الظهراني الكاحل خلال مرحلة الوقوف في دورة المشي ما يزيد التوتر المطبق على اللفافة الأخمصية.

## التشخيص
يمكن الكشف عن انتباتات العقب بالفحص البدني متبوعًا بتصوير القدم بالأشعة السينية.

## العلاج
غالبًا ما يُنظر إلى مهماز العقب بأنه إصابة ناجمة عن إجهاد متكرر، وعليه يمثل تعديل نمط الحياة عادةً المسار الأساسي لاستراتيجيات تدبير هذه الحالة. يجب مثلًا أن يبدأ الشخص بممارسة تمارين القدم والساق؛ ستساعد عضلات الربلة وأسفل الساقين القوية على تخفيف الضغط عن العظام ومنع تشكل مهاميز العقب. إن وضع الثلج على المنطقة المصابة وسيلة فعالة لتخفيف الآلام بصورة فورية. توجد وسائل عدة لتخفيف الآلام الناتجة عن آلام العقب الأخمصي. قد يكون ألم العقب الأخمصي مقدمة للعديد من أمراض القدم. ظهرت أدلة على أن حقن الكورتيكوستيرويد قد يقلل الألم مدة تصل حتى شهر واحد بعد الحقن، ما قد يحمل تأثيرًا في تشكل المهاميز العظمية. تشمل الآثار الجانبية لحقن الكورتيكوستيرويد إصابة العصب المجاور، وتمزق اللفافة الأخمصية، والوهيج التالي للحقن، وغيرها. يُستخدم العلاج بالليزر والوخز بالإبر الجافة وربط العقب أيضًا في علاج آلام العقب الأخمصي، وعلى أي حال، لا يوجد دليل موثوق يدعم الاستخدام السريري لهذه الأساليب في تقليل الألم.